# Territorialkommando Nord

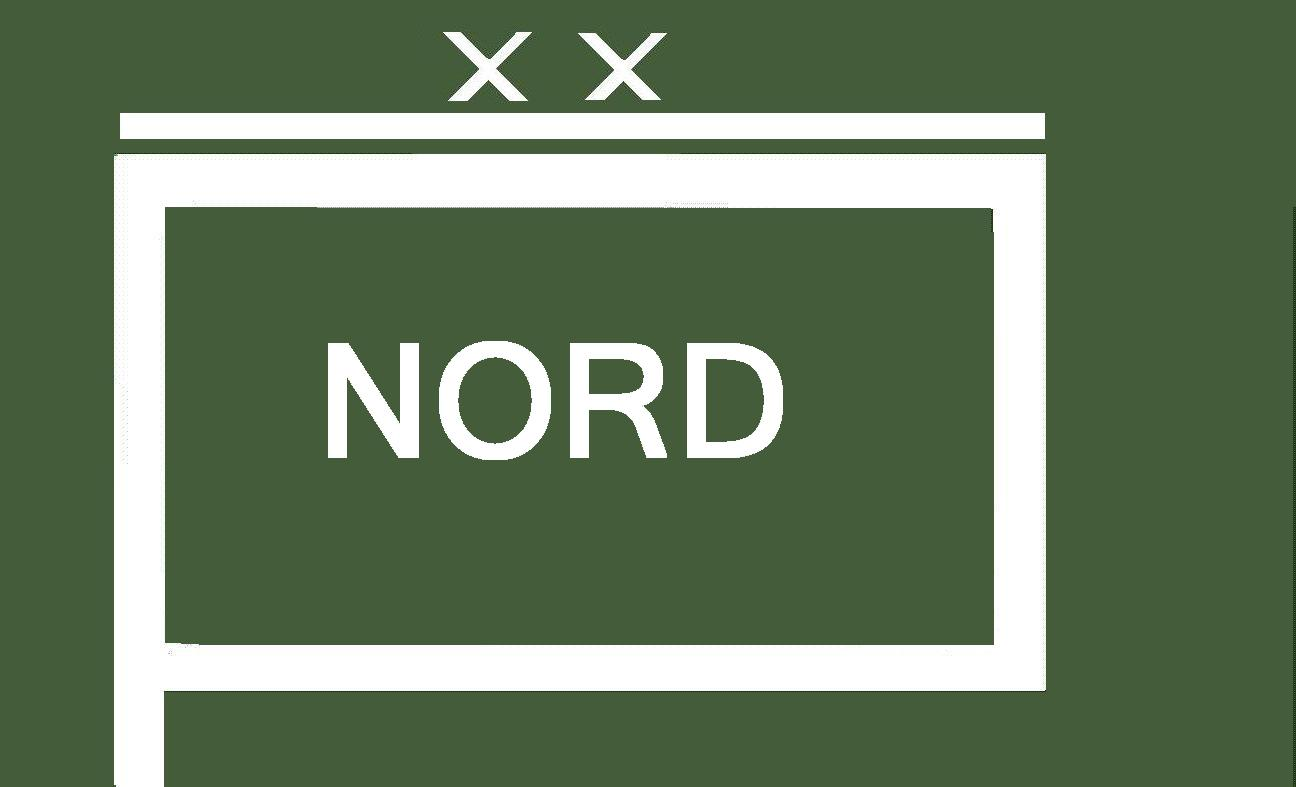
Taktisches Zeichen

Das Territorialkommando Nord (TerrKdo Nord) war eines der Territorialkommandos im Territorialheer der Bundeswehr. Sitz des Stabes war das JHQ Rheindahlen in Mönchengladbach.
Aufgabe dieser 1969 aufgestellten und 1994 aufgelösten höheren Kommandobehörde war die Organisation der territorialen Verteidigung in den Wehrbereichen II und III.

## Aufgaben
Aufgabe dieser höheren Kommandobehörde war die Organisation der territorialen Verteidigung in den Wehrbereichen II und III. Diese beiden Wehrbereiche umfassten die Länder Niedersachsen, Nordrhein-Westfalen und Bremen.
Der Befehlshaber des Territorialkommandos war nationaler Befehlshaber gegenüber der Northern Army Group (NORTHAG). Dazu war das Kommando an der Koordinierung von militärischen Vorhaben im Bereich der Territorialen Verteidigung mit den Streitkräften Großbritanniens, Belgiens und der Niederlande beteiligt. Neben der Berücksichtigung der Anforderungen von Northern Army Group unterstützte das Territorialkommando die Second Allied Tactical Air Force (2. ATAF).
Dazu führte das Territorialkommando die unterstellten Truppenteile in den Wehrbereichen II und III und weitere unmittelbar unterstellte Truppenteile wie Versorgungs-, Fernmelde-, Pionier- und Sanitätskommandos.
Ein weiterer Schwerpunkt war die Versorgung anderer Truppenteile der Bundeswehr, insbesondere des I. Korps des Feldheeres. Falls vereinbart unterstützte das Territorialkommando Nord auch die verbündeten Streitkräfte im Bereich der unterstellten Wehrbereiche. Dazu zählte beispielsweise die Versorgung mit Sanitätsmaterial (vgl. Sanitätsmateriallager) und Kraftstoff (vgl. NATO-Pipeline) sowie der Personalersatz.

## Geschichte

### Aufstellung
Das Territorialkommando Nord wurde am 1. Juli 1969 in Mönchengladbach aufgestellt. Es übernahm die Aufgaben des zeitgleich außer Dienst gestellten Kommandos Territoriale Verteidigung in den Wehrbereichen II und III. Für die anderen Wehrbereiche wurden zeitgleich die Territorialkommandos Süd und Schleswig-Holstein neu aufgestellt.
Zur Aufstellung wurde daneben der Stab des Deutschen Bevollmächtigten im Bereich der Northern Army Group Central Europe (NORTHAG) in das Territorialkommando Nord eingegliedert.
Am 1. November 1969 wurde das Territorialkommando Nord truppendienstlich dem Inspekteur des Heeres bzw. dem Führungsstab des Heeres unterstellt.

### Auflösung
Das Territorialkommando Nord wurde 1994 aufgelöst. Eine zunächst in der Heeresstruktur V vorgesehene Verschmelzung mit einem Korpskommando wurde nicht durchgeführt.
In der Heeresstruktur V wurden die fortbestehenden Truppenteile von Feld- und Territorialheer in der Friedensgliederung zusammengefasst. Die territorialen Aufgaben des Territorialkommandos Nord wurden den fusionierten Wehrbereichskommando II / 1. Panzerdivision sowie dem Wehrbereichskommando III / 7. Panzerdivision übertragen. Diese waren dem neu aufgestellten Heeresführungskommando unterstellt.

## Gliederung

### Heeresstruktur III
Dem Territorialkommando Nord unterstanden Ende der 70er Jahre nach Einnahme der Heeresstruktur III im Wesentlichen folgende Truppenteile:
- Stabskompanie
- PSV-Bataillon 800
  - PSV-Ausbildungskompanie 801
- Fernmelderegiment 80 mit zwei Fernmeldebataillonen
- Feldjägerbataillon (Mobaufstellung)
- schweres Pionierregiment 80 (Wuppertal)
  - mehrere Pionierbataillone
  - Flusspionierkompanie 831
  - Flusspionierkompanie 832
- schweres Pionierregiment (Mobaufstellung)
- Pipeline-Pionierbataillon 840 (Wuppertal)
- Versorgungskommando 800 Nord (Lingen (Ems))
  - mehrere Transport- und Instandsetzungsbataillone
- Sanitätskommando 800 (Mönchengladbach)
- Wehrbereichskommando II
- Wehrbereichskommando III

### Heeresstruktur IV
In der Heeresstruktur IV im Jahr 1988 waren dem Kommando unterstellt:
- Stab und Stabskompanie (JHQ Rheindahlen)
- Mobilmachungsvorbereitungsgruppe
- Fernmeldekommando 800 (Hilden)
- Pionierkommando 800 (Hilden)
- Sanitätskommando 800 (Mönchengladbach)
- Versorgungskommando 800 (Lingen (Ems))
  - Geräte-, Munitions- und Sanitätsdepots
  - Heeresinstandsetzungswerke
- Unterstützungskommando 7 (Geräteeinheit)

- Heeresfliegerstaffel 800 (Geräteeinheit)
- Wehrbereichskommando II (Hannover)
  - Heimatschutzbrigade 52 (Lingen)
  - Heimatschutzbrigade 62 (Damme)
  - Verteidigungsbezirkskommando 20 (Bremen)
  - Verteidigungsbezirkskommando 21 (Osnabrück)
  - Verteidigungsbezirkskommando 22 (Hannover)
  - Verteidigungsbezirkskommando 23 (Braunschweig)
  - Verteidigungsbezirkskommando 24 (Oldenburg)
  - Verteidigungsbezirkskommando 25 (Lüneburg)
- Wehrbereichskommando III (Düsseldorf)
  - Heimatschutzbrigade 53 (Düren)
  - Heimatschutzbrigade 63 (Menden)
  - Verteidigungsbezirkskommando 31 (Köln) mit den VKK 311 (Köln), 312 (Bonn), 313 (Düren) und 314 (Aachen)
  - Verteidigungsbezirkskommando 32 (Düsseldorf) mit den VKK 321 (Düsseldorf), 322 (Wesel), 323 (Essen) und 324 (Wuppertal)
  - Verteidigungsbezirkskommando 33 (Münster/Westfalen) mit den VKK 331 (Münster/Westfalen), 332 (Ahlen), 333 (Rheine), 334 (Borken) und 335 (Gelsenkirchen)
  - Verteidigungsbezirkskommando 34 (Arnsberg) mit den VKK 342 (Lippstadt), 343 (Unna), 344 (Hemer) und 345 (Siegen)
  - Verteidigungsbezirkskommando 35 (Detmold) mit den VKK 352 (Minden), 353 (Höxter) und 354 (Bielefeld)

Nur truppendienstlich unterstellt waren:
- Topographiebatterie 800
- Materialprüfkommando 800
- Verbindungskommando VII.
- Pipelinedivision
- Feldjägerausbildungszentrum 800
- Feldersatzbataillone 801 (Geräteeinheit)
- Feldersatzbataillon und 802 (Geräteeinheit) sowie die
- Frontnachrichtenkompanie 800 (Geräteeinheit)

## Verbandsabzeichen

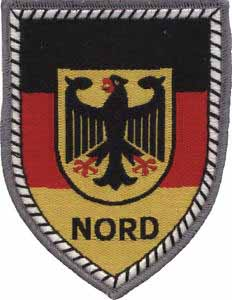
Gewebtes Verbandsabzeichen des Territorialkommandos

Das Territorialkommando führte ein Verbandsabzeichen mit folgender Blasonierung:
„Von einer silbernen Kordel mit eingeflochtenem schwarzen Faden gefasst, geteilt zu Schwarz, Rot, Gold in goldenem Mittelschild ein einköpfiger schwarzer Adler, den Kopf nach rechts gewendet, die Flügel offen, aber mit geschlossenem Gefieder, Schnabel, Zunge und Fänge von roter Farbe (Bundesadler); der Mittelschild unten begleitet von Wort NORD in schwarzen lateinischen Großbuchstaben.“
Die Schildteilung entsprach der Flagge Deutschlands. Die Motive des Verbandsabzeichens ähnelten im Übrigen dem Wappen Deutschlands. Der Bundesadler war das deutsche Wappentier. Er wurde ähnlich auf den Truppenfahnen abgebildet. Die enge Anlehnung an das Wappen und die Flagge Deutschlands verdeutlichte, dass das Territorialheer und seine Territorialkommandos auch im Verteidigungsfall unter Kommandogewalt des nationalen Befehlshabers blieben und nicht der NATO assigniert waren.
Die Verbandsabzeichen der Kommandobehörden im Territorialheer waren sich besonders ähnlich. Insbesondere unterschieden sich die Verbandsabzeichen der Territorialkommandos und der Wehrbereichskommandos nur durch die Beschriftung. Auch die Verbandsabzeichen des Bundesministeriums der Verteidigung und des Führungsstabes des Heeres waren bis auf den Bord fast identisch. Der bei den Territorialkommandos silber/schwarz geflochtene Rand symbolisierte die Stellung unterhalb des Bundesministeriums der Verteidigung, das entsprechend eine „höherwertige“ goldene Kordel aufwies.

## Befehlshaber
Befehlshaber des Territorialkommandos Nord im Dienstgrad Generalmajor waren:
| Nr. | Name                              | Beginn der Berufung | Ende der Berufung  |
| --- | --------------------------------- | ------------------- | ------------------ |
| 14  | Generalmajor Hans Hoster          | 1. Oktober 1988     | 31. März 1994      |
| 13  | Generalmajor Konrad Manthey       | 1. April 1983       | 30. September 1988 |
| 12  | Generalmajor Dr. Werner Schäfer   | 1. Oktober 1981     | 31. März 1983      |
| 11  | Generalmajor Fritz von Westermann | 1. April 1979       | 30. September 1981 |
| 10  | Generalmajor Wolfgang von Bergh   | 1. Oktober 1976     | 31. März 1979      |
| 9   | Generalmajor Hans Wilde           | 1. Oktober 1970     | 30. September 1976 |
| 8   | Generalmajor Rudolf Jenett        | 1. April 1970       | 30. September 1970 |
| 7   | Generalmajor Wilhelm-Peter Sieber | 15. Juli 1969       | 31. März 1970      |

Vorläufer Deutsche Bevollmächtigte Nord:
| Nr. | Name                                  | Beginn der Berufung | Ende der Berufung  |
| --- | ------------------------------------- | ------------------- | ------------------ |
| 6   | Brigadegeneral Dr. Friedrich Beermann | 1. April 1968       | 1969               |
| 5   | Brigadegeneral Johannes Müller        | November 1966       | 31. März 1968      |
| 4   | Brigadegeneral Günther Pape           | 1. Oktober 1966     | 22. Oktober 1966   |
| 3   | Brigadegeneral Werner-Ernst Hoffmann  | 1. April 1964       | 30. September 1966 |
| 2   | Brigadegeneral Wolfgang Queisner      | 1. Januar 1963      | 31. März 1964      |
| 1   | Brigadegeneral Werner Bodenstein      | 1960                | 31. Dezember 1962  |